# Mistrovství světa v atletice do 17 let 2015
9. mistrovství světa v atletice do 17 let se uskutečnilo ve dnech 15. července – 19. července 2015 v kolumbijském městě Cali.

## Výsledky

### Muži
| Soutěž                   | Zlato                        | Stříbro                    | Bronz                                |
| Běh na 100 m             | Abdul Hakim Sani Brown 10,28 | Derick Silva 10,49         | Rechmial Miller 10,59                |
| Běh na 200 m (- 0,4 m/s) | Abdul Hakim Sani Brown 20,34 | Kyle Appel 20,57           | Josephus Lyles 20,74                 |
| Běh na 400 m             | Christopher Taylor 45,27     | Josephus Lyles 45,46       | Keshun Reed 45,96                    |
| Běh na 800 m             | Willy Tarbei 1:45,58         | Kipyegon Bett 1:45,86      | Luis Fernando Pires 1:48,61          |
| Běh na 1500 m            | Kumari Taki 3:36,38          | Mulugeta Assefa 3:41,10    | Lawi Kosgei 3:41,43                  |
| Běh na 3000 m            | Richard Kimunyan 7:54,45     | Davis Kiplangat 7:54,52    | Tefera Mosisa 7:55,04                |
| Běh na 110 metrů př.     | Mattéo Ngo 13,53             | Joseph Daniels 13,54       | Isiah Lucas 13,54                    |
| Běh na 400 metrů př.     | Norman Grimes 49,11          | Rjúsei Fudžii 50,33        | Masaki Tojoda 50,53                  |
| Běh na 2000 metrů př.    | Vincent Ruto 5:27,58         | Wogene Sebisibe 5:29,41    | Geofrey Rotich 5:30,16               |
| Chůze na 10 km           | Sergej Širobokov 42:24,41    | Čang Ťün 42:33,68          | Federico González 42:54,55           |
| Skok do výšky            | Stefano Sottile 2,20 m       | Dmytro Nikitin 2,18 m      | Darius Carbin 2,16 m                 |
| Skok o tyči              | Armand Duplantis 5,30 m      | Vladyslav Malychin 5,30 m  | Emmanouíl Karalís 5,20 m             |
| Skok daleký              | Maykel Massó 8,05 m          | Darcy Roper 8,01 m         | Eberson Silva 7,76 m                 |
| Trojskok                 | Cristian Nápoles 16,13 m     | Tu Ming-ce 16,02 m         | Julio César Carbonell 15,70 m        |
| Vrh koulí                | Adrian Piperi 22,00 m        | Szymon Mazur 21,77 m       | Wictor Petersson 21,56 m             |
| Hod diskem               | Werner Visser 64,24 m        | Wang Jü-chan 60,33 m       | George Evans 60,22 m                 |
| Hod kladivem             | Hlib Piskunov 84,91 m        | Mychajlo Havryljuk 78,93 m | Ned Weatherly 77,60 m                |
| Hod oštěpem              | Paul Jacobus Botha 78,49 m   | Niklas Kaul 78,05 m        | Vladislav Paljunin 76,77 m           |
| Osmiboj                  | Niklas Kaul 8 002 bodů       | Ludovic Besson 7 678 bodů  | Hans-Christian Hausenberg 7 657 bodů |

### Ženy
| Soutěž                | Zlato                                 | Stříbro                                   | Bronz                      |
| Běh na 100 m          | Candace Hill 11,08                    | Khalifa St. Fort 11,19                    | Jayla Kirkland 11,41       |
| Běh na 200 m          | Candace Hill 22,43                    | Lauren Rain Williams 22,90                | Nicola De Bruyn 23,38      |
| Běh na 400 m          | Salvá Ajd Násirová 51,50              | Lynna Irby 51,79                          | Catherine Reid 52,25       |
| Běh na 800 m          | Samantha Watson 2:3,54                | Gadese Ejara 2:3,67                       | Marta Zenoni 2:4,15        |
| Běh na 1500 m         | Bedatu Hirpa 4:12,92                  | Dalila Abdulkadir Gosa 4:13,35            | Joyline Cherotich 4:15,20  |
| Běh na 3000 m         | Shuru Bulo 9:01,12                    | Emily Chebet Kipchumba 9:02,92            | Sheila Chelangat 9:04,54   |
| Chůze na 5 km         | Ma Čen-sia 22:41,08                   | Olga Jelisejevová 22:45,09                | Ayalnesh Dejene 22:48,25   |
| Běh na 100 metrů př.  | Maribel Caicedo 13,04                 | Brittley Humphrey 13,22                   | Sarah Koutouan 13,29       |
| Běh na 400 metrů př.  | Sydney McLaughlinová-Levroneová 55,94 | Xahria Santiago 56,79                     | Brandeé Johnson 57,47      |
| Běh na 2000 metrů př. | Celliphine Chepteek Chespol 6:17,15   | Sandrafelis Chebet Tuei 6:19,61           | Agrie Belachew 6:34,68     |
| Skok do výšky         | Michaela Hrubá 1,90 m                 | Ieva Turķe 1,82 m                         | Lada Pejchalová 1,82 m     |
| Skok o tyči           | Elienor Werner 4,26 m                 | Phillipa Hajdasz Čchen Čchiao-ling 4,05 m | nebyla udělena             |
| Skok daleký           | Tara Davis 6,41 m                     | Kaiza Karlén 6,24 m                       | Maja Bedrac 6,22 m         |
| Trojskok              | Georgiana Anitei 13,49 m              | Ceng Žuej 13,04 m                         | Yanna Armenteros 13,04 m   |
| Vrh koulí             | Julia Ritter 18,53 m                  | Sophia Rivera 17,93 m                     | Kristina Rakočević 17,49 m |
| Hod diskem            | Alexandra Emilianov 52,78 m           | Kristina Rakočević 51,41 m                | Samantha Peace 50,59 m     |
| Hod kladivem          | Sofija Palkinová 67,82 m              | Deniz Yaylacı 67,01 m                     | Šang Ning-jü 66,84 m       |
| Hod oštěpem           | Haruka Kitagučiová 60,35 m            | Stella Weinberg 57,11 m                   | Laine Donāne 56,15 m       |
| Sedmiboj              | Géraldine Ruckstuhl 6 037 bodů        | Sarah Lagger 5 992 bodů                   | Alina Šuchová 5 896 bodů   |